# Diglossa baritula
El pinchaflor ventricanelo (Diglossa baritula), también denominado piquichueco mexicano (en México), picochueco vientre canelo (en México), picaflor canelo (en Honduras y México), picaflor vientre-canelo (en México), pinchaflor canelo (en Nicaragua), diglosa acanelada, o mielero serrano, es una especie de ave paseriforme de la familia Thraupidae, perteneciente al numeroso género Diglossa. Es nativo de México y del oeste de América Central.

## Distribución y hábitat

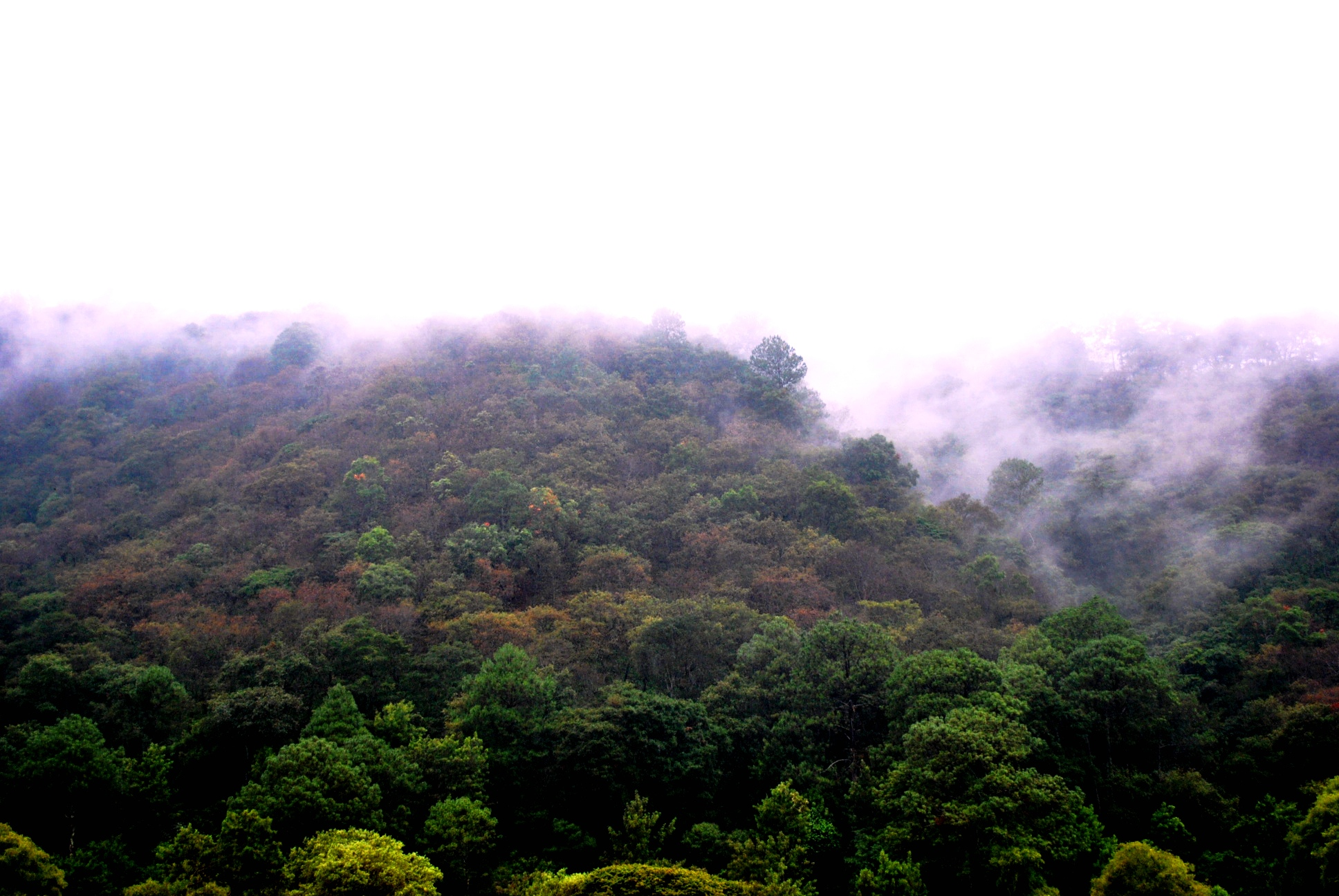
Bosque de pino-encino en Chimaltenango, Guatemala, ejemplo de hábitat de la especie.

Se distribuye de forma disjunta desde el centro de México (desde el sur de Jalisco), hacia el sureste, por Guatemala, Honduras, El Salvador, hasta el norte de Nicaragua.
Es una especie de montaña, residiendo entre 1200 hasta 3350 m de altitud. Su hábitat incluye bosques de niebla y de pino-encino, con alta humedad y clima templado y frío. También llega a poblados. Se alimenta del néctar de las flores, pero aparentemente sin polinizarlas.

## Descripción
Es un ave de unos 10 cm de longitud. Al ser de hábitos nectarívoros, tiene un pico gris ligeramente apuntando hacia arriba, y la punta de la mandíbula superior ganchuda hacia abajo. El macho es bicolor: gris azulado en el dorso y canela en la zona ventral. La hembra también tiene las partes ventrales color canela, pero las dorsales son marrón opaco, con matices olivas en la espalda.

## Sistemática

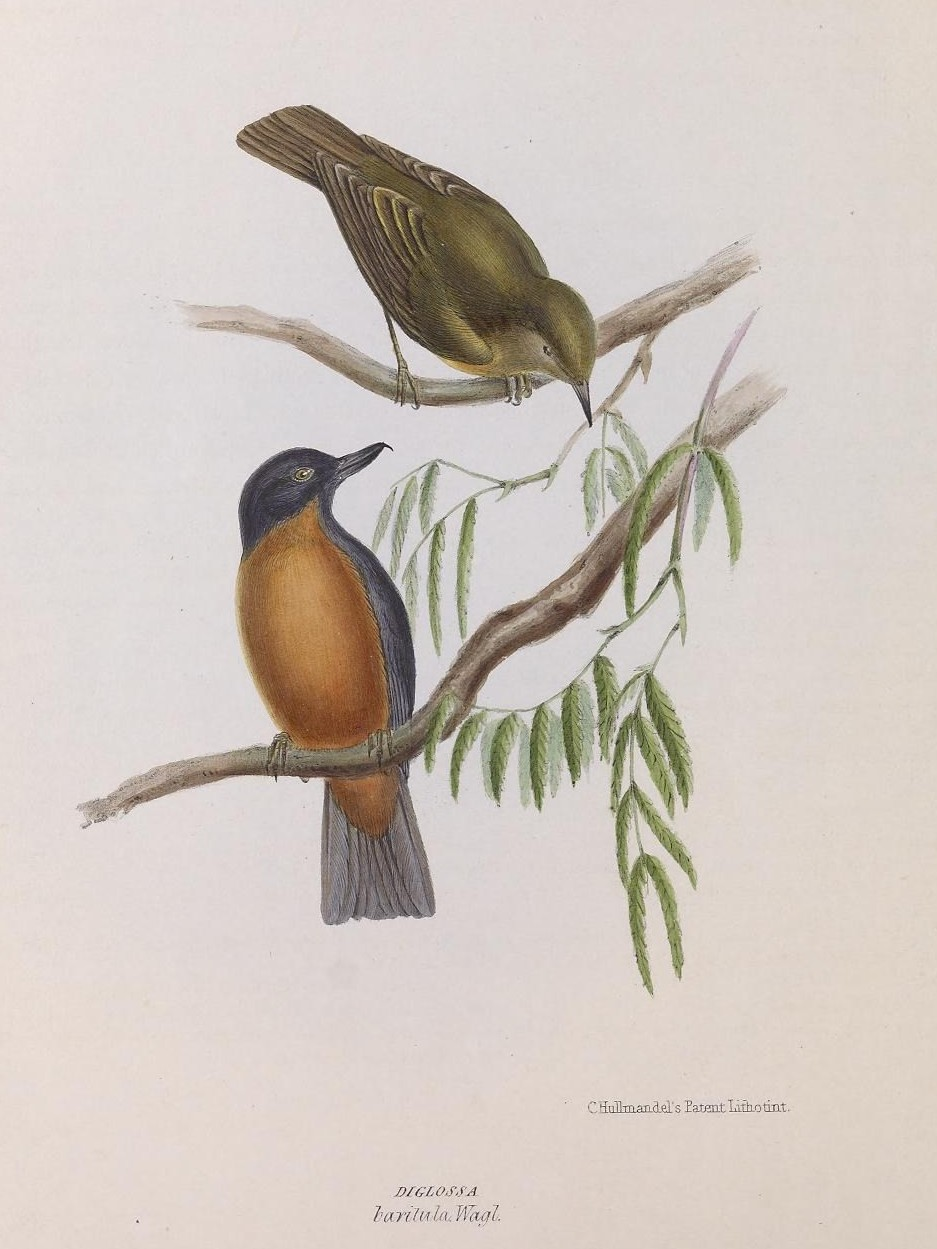
Diglossa baritula, hembra (arriba) y macho (abajo), ilustración en The genera of birds, 1849.

### Descripción original
La especie D. baritula fue descrita por primera vez por el naturalista alemán Johann Georg Wagler en 1832 bajo el mismo nombre científico; su localidad tipo es: «México».

### Etimología
El nombre genérico femenino Diglossa proviene del griego «diglōssos» que significa de lengua doble, que habla dos idiomas; y el nombre de la especie «baritula» es un diminutivo del género Barita, un sinónimo de Cracticus (los verdugos de Australasia).

### Taxonomía
Los amplios estudios filogenéticos recientes demuestran que la presente especie es hermana de Diglossa plumbea, y el par formado por ambas es hermano de Diglossa sittoides.

### Subespecies
Según las clasificaciones del Congreso Ornitológico Internacional (IOC) y Clements Checklist/eBird v.2019 se reconocen tres subespecies, con su correspondiente distribución geográfica:
- Diglossa baritula baritula Wagler, 1832 – tierras altas del centro de México (del sureste de Jalisco al istmo de Tehuantepec).
- Diglossa baritula montana Dearborn, 1907 – tierras altas del sur de México (Chiapas) hasta Guatemala y El Salvador.
- Diglossa baritula parva Griscom, 1932 – tierras altas del este de Guatemala hasta Honduras y centro norte de Nicaragua.